# Боскауэн, Хью, 1-й виконт Фалмут
Хью Боскауэн, 1-й виконт Фалмут (англ. Hugh Boscawen, 1st Viscount Falmouth; около 1680 — 25 октября 1734) — английский политик, заседавший в Палате общин от Корнуолла в 1702—1720 годах.

## Происхождение

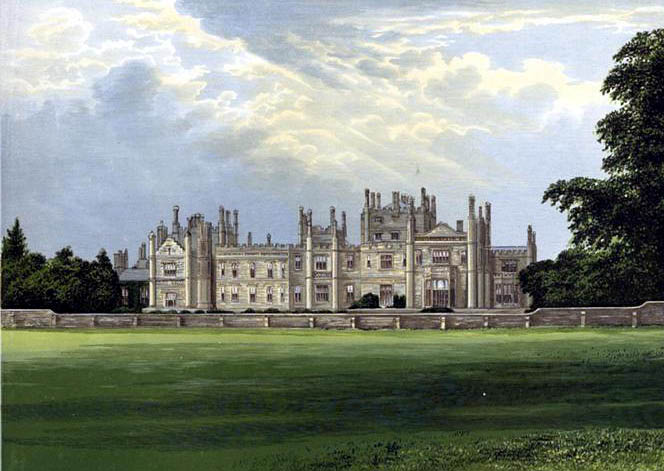
Треготнан-хаус, 1880 год.

Родился около 1680 года. Единственный сын Эдварда Боскауэна (1628—1685), депутата Палаты общин и торговца, от его жены Джейл Годольфин (1647—1730), дочери сэра Фрэнсиса Годольфина (1605—1667). Боскауэны — старинная корнуольская семья. Его дед Хью Боскавен из Треготнана был тринадцатым в роду и потомком Генри де Боскауэна. Он получал огромный доход от своих медных рудников в Чейсуотере и Гвеннапе, где он был главным землевладельцем . Шахта Чейсуотер, ныне известная как Уил-Бизи, находилась в месте, которое в то время считалось «самой богатой квадратной милей на Земле». За время своей эксплуатации она произвела более 100 000 тонн медной руды и 27 000 тонн мышьяка.

## Карьера
В 1697 году он поступил в Королевский колледж в Кембридже. В 1701 году он унаследовал Треготнан от своего дяди Хью Боскауэна.
Хью Боскауэн заседал в Палате общин Англии от Трегони (1702—1705), Труро (1705) и Корнуолла (1705—1707) и в Палате общин Великобритании от Корнуолла (1707—1710), Труро (1710—1713) и Пенрина (1713—1720).
9 июня 1720 года Хью Боскауэн получил титулы 1-го виконта Фалмута в графстве Корнуолл и 1-го барона Боскауэна-Роуза в графстве Корнуолл, став членом Палаты лордов Великобритании.
До и после вступления на королевский престол Георга I он тратил большие суммы денег в поддержку вигов и был вознагражден за победу своей партии многими важными должностями.
Хью Боскауэн был слугой принца Георга Датского, управляющим герцогством Корнуолл и лордом-хранителем станнариев в 1708 году, контролером двора с 1714 по 1720 год и вице-казначеем Ирландии с 1717 про 1734 год.

## Брак и дети
23 апреля 1700 года в часовне Генриха VII, Вестминстерское аббатство, Хью Боскауэн женился на Шарлотте Годфри (? — 22 марта 1754), старшей дочери полковника Чарльза Годфри, мастера ювелирного магазина, и его жены Арабеллы Черчилль. Она хотела стать фрейлиной опочивальни жены короля Георга II и пыталась подкупить леди Сандон (Шарлотту Клейтон Сандон), чтобы та получила эту должность для неё. У супругов было девять детей:
- Достопочтенная Шарлотта Боскауэн (? — 4 апреля 1735), в 1719/1720 году она вышла замуж замуж за Генри Мура, 4-го графа Дроэда
- Достопочтенная Люси Боскауэн (? — 17 января 1784), в 1746 году она вышла замуж за сэра Чарльза Фредерика, от брака с которым у неё было четверо детей.
- Достопочтенная Мэри Боскауэн (? — 19 сентября 1749), в 1732 году она вышла замуж за сэра Джона Эвелина, 2-го баронета, от брака с которым у неё было трое детей.
- Достопочтенная Энн Боскауэн (1703/4 — май 1749), в 1726 году она вышла замуж за сэра Сесила Бишоппа, 6-го баронета, от брака с которым у неё было двенадцать детей.
- Хью Боскауэн, 2-й виконт Фалмут (1707—1782), старший сын и преемник отца
- Достопочтенный Эдвард Боскауэн (19 августа 1711 — 10 января 1761), член Палаты общин, констебль, адмирал
- Достопочтенный Джордж Боскауэн (1 декабря 1712 — 3 мая 1775), член Палаты общин, генерал
- Достопочтенный Джон Боскауэн (январь 1714—1767), член Палаты общин.
- Преподобный Николас Боскауэн (16 января 1720 — 4 июля 1793).

## Смерть и погребение
Хью Боскауэн скоропостижно скончался в Трефусисе, в Корнуолле, в возрасте 54 лет и был похоронен в церкви Святого Михаила Пенкивела. Ему наследовал его старший сын Хью Бокауэн, 2-й виконт Фалмут.